# Модальний критерій
За цим критерієм множина оптимальних альтернатив знаходиться так.
Нехай {\displaystyle u(x,s)}  — функція рішень, визначена на {\displaystyle X\times S}, де {\displaystyle X} — множина альтернатив, {\displaystyle S} — множина станів, а {\displaystyle p(x,s)}  — ймовірнісна міра ситуації {\displaystyle {\mathcal {f}}x,s{\mathcal {g}}} .
{\displaystyle S_{max}(x)=arg\max _{s\in S}p(x,\;s)}.
Далі здійснюється максимізація функції корисності тільки по підмножинам з урахуванням усієї множини альтернатив:
{\displaystyle X_{opt}=arg\max _{x\in X}\max _{s\in S_{max}}u(x,\;s)}.

Скінченновимірний випадок.
{\displaystyle S_{max}(x_{k})=arg\max _{S_{j},j={\overline {1,\;N}}}p_{kj},} де {\displaystyle p_{kj}} — імовірність ситуації
{\displaystyle \{x_{k},\;s_{j}\}.}
{\displaystyle x_{opt}=arg\max _{x_{k},k={\overline {1,\;M}}}\max _{s\in S_{max}(x_{k}),j={\overline {1,\;N}}}u_{kj}.}
| Сигма | Це незавершена стаття з математики. Ви можете допомогти проєкту, виправивши або дописавши її. |